# 利普萄軟質乾酪

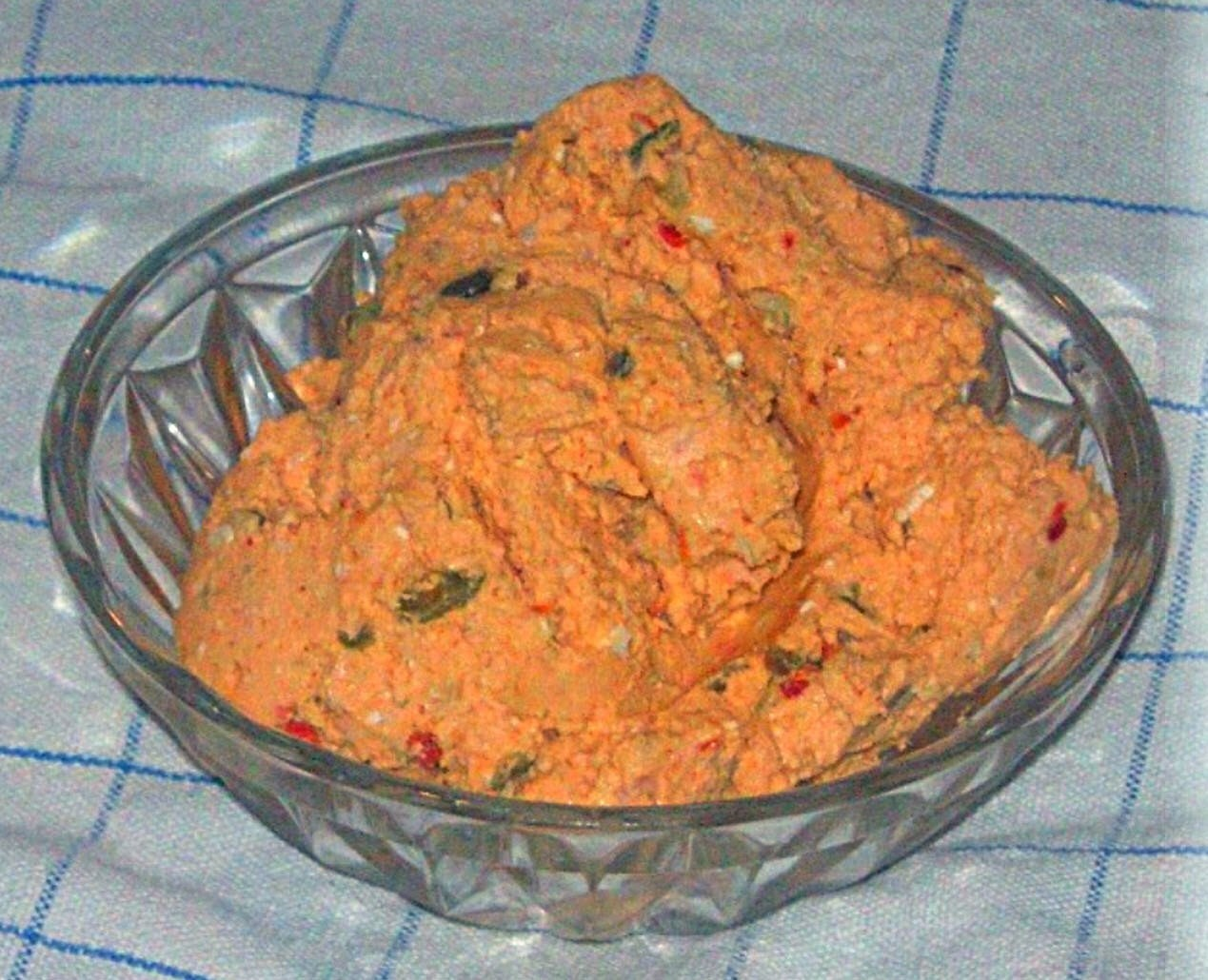
利普萄軟質起司

利普萄軟質乾酪（德語：Liptauer Käse）是一種起源於斯洛伐克中北部利普托夫地區的羊奶起司，流行於德語圈。現在經常會在起司中加入彩椒、洋蔥等食材後蘸在麵包上食用。

## 外部連結
- 维基共享资源上的相關多媒體資源：利普萄軟質乾酪